# Хорхе Енрікес
Хорхе Енрікес (ісп. Jorge Enríquez, нар. 8 січня 1991, Мехікалі) — мексиканський футболіст, півзахисник клубу «Гвадалахара».
Насамперед відомий виступами за клуб «Гвадалахара», а також національну збірну Мексики.

## Клубна кар'єра
У дорослому футболі дебютував 2010 року виступами за «Гвадалахару», кольори якої захищає й донині.

## Виступи за збірні
2011 року залучався до складу молодіжної збірної Мексики, разом з якою брав участь у молодіжному чемпіонаті Північної Америки 2011 року та молодіжному чемпіонаті світу 2011 року. Всього молодіжному рівні зіграв у 12 офіційних матчах, забив 1 гол.
У складі олімпійської збірної Мексики — учасник футбольного турніру на Олімпійських іграх 2012 року у Лондоні, де мексиканці стали олімпійськими чемпіонами.
5 липня 2011 року у віці 20 років дебютував в офіційних матчах у складі національної збірної Мексики в грі зі збірною Чилі в рамках Кубка Америки 2011 року в Аргентині, що завершилася поразкою мексиканців з рахунком 1-2. На турнірі Реєс зіграв в усіх трьох матчах збірної.
Наразі провів у формі головної команди країни 5 матчів.

## Титули і досягнення
- Чемпіон КОНКАКАФ (U-20): 2011
- Переможець Панамериканських ігор: 2011
- Олімпійський чемпіон: 2012